# Цикли Жюгляра
Цикли Жюгляра — середньострокові економічні цикли з характерним періодом у 7—11 років. Названі по імені французького економіста Клемана Жюгляра, котрий одним з перших описав ці цикли.
На відміну від циклів Кітчина у рамках циклів Жюгляра ми спостерігаємо коливання не просто у рівні завантаження існуючих виробничих потужностей (і, відповідно, в об'ємі товарних запасів), але і коливання в об'ємах інвестицій в основний капітал. В результаті, до тимчасових запізнювань, характерних для циклів Кітчина, тут додаються ще і тимчасові затримки між ухваленням інвестиційних рішень і зведенням відповідних виробничих потужностей (а також між зведенням і актуальним запуском відповідних потужностей). Додаткова затримка формується і між спадом попиту і ліквідацією відповідних виробничих потужностей. Ці обставини і обумовлюють те, що характерний період циклів Жюгляра виявляється помітно тривалішим, ніж характерний період циклів Кітчина.
Циклічні економічні кризи/рецесії можуть розглядатися як одна з фаз циклу Жюгляра (разом з фазами пожвавлення, підйому і депресії). У той же час від фази кондратьєвської хвилі залежить глибина цих криз.
У своїй роботі Жюгляр наводить такі значення даних про кризи у Франції, Британії і США:
- 1804 — 1803 — -
- 1810 — 1810 — -
- 1813 — 1815–1814
- 1818 — 1818–1818
- 1826 — 1826–1826
- 1830 — 1830–1830
- 1836 — 1837–1837
- 1839 — 1839–1839
- 1847 — 1847–1848
- 1857 — 1857–1857

Оскільки чіткої періодичності не спостерігається, було узято середнє значення в 7-10 років.

## Фази циклу Жюгляра
У циклі Жюгляра досить часто виділяють чотири фази, в яких деякі дослідники виділяють підфази:
- фаза пожвавлення (підфази старту і прискорення);
- фаза підйому, або процвітання (підфази зростання і перегрівання, або буму);
- фаза рецесії (підфази краху/гострої кризи і спаду);
- фаза депресії, або застою (підфази стабілізації і зрушення)[4].

## Ресурси Інтернету
- Clement Juglar and the transition from crises theory to business cycle theories
- Циклы Китчина, циклы Жугляра, циклы Кузнеца, длинные волны Кондратьева
- Цикличность экономического развития.